# هندبال در المپیک تابستانی ۲۰۱۶
هندبال یکی از ورزش‌های بازی‌های المپیک تابستانی ۲۰۱۶ است که از ۶ تا ۲۱ اوت ۲۰۱۶ برگزار شده است.
این مسابقات در دو بخش مردان و زنان در فیوچر آرنا انجام شده است.

## مسابقات انتخابی

### مردان
| رقابت                                    | تاریخ                    | میزبان | سهمیه | کشور انتخاب شده |
| ---------------------------------------- | ------------------------ | ------ | ----- | --------------- |
| کشور میزبان                              | ۲ اکتبر ۲۰۰۹             | کپنهاگ | ۱     | برزیل           |
| قهرمانی هندبال مردان جهان ۲۰۱۵           | ۱۵ ژانویه – ۱ فوریه ۲۰۱۵ | قطر    | ۱     | فرانسه          |
| بازی‌های پان امریکن ۲۰۱۵                  | ۱۶–۲۵ ژوئیه ۲۰۱۵         | تورنتو | ۱     | آرژانتین        |
| مسابقات انتخابی المپیک در آسیا           | ۱۴–۲۷ نوامبر ۲۰۱۵        | دوحه   | ۱     | قطر             |
| مسابقات قهرمانی هندبال مردان اروپا ۲۰۱۶  | ۱۵–۳۱ ژانویه ۲۰۱۶        | لهستان | ۱     | آلمان           |
| مسابقات قهرمانی هندبال مردان آفریقا ۲۰۱۶ | ۲۱–۳۰ ژانویه ۲۰۱۶        | قاهره  | ۱     | مصر             |
| مسابقات انتخابی المپیک                   | ۸–۱۰ آوریل ۲۰۱۶          | گدانسک | ۲     | لهستان          |
| مسابقات انتخابی المپیک                   | ۸–۱۰ آوریل ۲۰۱۶          | گدانسک | ۲     | تونس            |
| مسابقات انتخابی المپیک                   | ۸–۱۰ آوریل ۲۰۱۶          | مالمو  | ۲     | اسلوونی         |
| مسابقات انتخابی المپیک                   | ۸–۱۰ آوریل ۲۰۱۶          | مالمو  | ۲     | سوئد            |
| مسابقات انتخابی المپیک                   | ۸–۱۰ آوریل ۲۰۱۶          | هرنینگ | ۲     | کرواسی          |
| مسابقات انتخابی المپیک                   | ۸–۱۰ آوریل ۲۰۱۶          | هرنینگ | ۲     | دانمارک         |
| مجموع                                    | مجموع                    | مجموع  | ۱۲    |                 |

### زنان
| رقابت                                  | تاریخ            | میزبان            | سهمیه | کشور انتخاب شده |
| -------------------------------------- | ---------------- | ----------------- | ----- | --------------- |
| کشور میزبان                            | ۲ اکتبر ۲۰۰۹     | کپنهاگ            | ۱     | برزیل           |
| مسابقات قهرمانی هندبال زنان اروپا ۲۰۱۴ | ۷–۲۱ دسامبر ۲۰۱۴ | مجارستان · کرواسی | ۱     | اسپانیا[۱]      |
| مسابقات انتخابی المپیک در آفریقا       | ۱۹–۲۱ مارس ۲۰۱۵  | لوآندا            | ۱     | آنگولا          |
| بازی‌های پان امریکن ۲۰۱۵                | ۱۵–۲۴ ژوئیه ۲۰۱۵ | تورنتو            | ۱     | آرژانتین        |
| مسابقات انتخابی المپیک در آسیا         | ۲۰–۲۵ اکتبر ۲۰۱۵ | ناگویا، آیچی      | ۱     | کرهٔ جنوبی       |
| مسابقات قهرمانی هندبال زنان جهان ۲۰۱۵  | ۵–۲۰ دسامبر ۲۰۱۵ | دانمارک           | ۱     | نروژ            |
| مسابقات انتخابی المپیک                 | ۱۸–۲۰ مارس ۲۰۱۶  | متز               | ۲     | هلند            |
| مسابقات انتخابی المپیک                 | ۱۸–۲۰ مارس ۲۰۱۶  | متز               | ۲     | فرانسه          |
| مسابقات انتخابی المپیک                 | ۱۸–۲۰ مارس ۲۰۱۶  | آرهوس             | ۲     | رومانی          |
| مسابقات انتخابی المپیک                 | ۱۸–۲۰ مارس ۲۰۱۶  | آرهوس             | ۲     | مونته‌نگرو       |
| مسابقات انتخابی المپیک                 | ۱۸–۲۰ مارس ۲۰۱۶  | آستراخان          | ۲     | روسیه           |
| مسابقات انتخابی المپیک                 | ۱۸–۲۰ مارس ۲۰۱۶  | آستراخان          | ۲     | سوئد            |
| مجموع                                  | مجموع            | مجموع             | ۱۲    |                 |

^ 1. Because Norway have already qualified for the Olympic Games by winning the 2015 World Championship title, the unused berth from the European Championship has been awarded to Spain.

## نتایج
| رویداد | طلا           | نقره         | برنز        |
| ------ | ------------- | ------------ | ----------- |
| مردان  | دانمارک (DEN) | فرانسه (FRA) | آلمان (GER) |
| زنان   | روسیه (RUS)   | فرانسه (FRA) | نروژ (NOR)  |

## جدول مدال‌ها
| رتبه  | کشور    | طلا | نقره | برنز | مجموع |
| ۱     | روسیه   | ۱   | ۰    | ۰    | ۱     |
| ۱     | دانمارک | ۱   | ۰    | ۰    | ۱     |
| ۳     | فرانسه  | ۰   | ۲    | ۰    | ۲     |
| ۴     | نروژ    | ۰   | ۰    | ۱    | ۱     |
| ۴     | آلمان   | ۰   | ۰    | ۱    | ۱     |
| مجموع | مجموع   | ۲   | ۲    | ۲    | ۶     |

### مدال‌آوران
| رویداد | طلا | نقره | برنز |
| مردان  | دانمارک (DEN) · نیکلاس لندین یاکوبسن · مس کریستینسن · مس منسا لارسن · کسپر اولریک مورتنسن · یسبر نوئسبو · ینیک گرین · لاس اسون هنسن · رنه توفت هنسن · هنریک مولگا · کسپر سونه‌گا · هنریک توفت هنسن · میکل هانسن · مورتن اولسن · میکل دمگا                                             | فرانسه (FRA) · اولیویه نیوکاس · دانیل نارسیس · ونسان ژرار · نیکولا کاراباتیچ · کنتن مائه · ماتیو گربی · تیری اومیر · تیموته ان‌گسان · لوک آبالو · سدریک سورئندو · میشائل گیگو · لوکا کاراباتیچ · لودوویچ فابرگاس · آدرین دیپاندا · ولانتن پورت           | آلمان (GER) · اووه جنسهایمر · فین لمکه · پاتریک وینسک · توبیاس رایشمن · فابیان وید · سیلویو هاینفتر · هندریک پکلر · استفن وینهولد · مارتین اشتروبل · پاتریک گروتزکی · کای هفنر · آندریاس ولف · یولیوس کون · کریستیان دیزینر · پل دروکس                               |
| زنان   | روسیه (RUS) · آنا سدویکینا · پولینا کوزنتسووا · داریا دمیتریوا · آنا سن · اولگا آکوپیان · آنا ویاخیروا · مارینا سوداکووا · ولادیمیر بوبروفنیکووا · ویکتوریا ژیلینسکایته · یکاترینا مارنیکووا · ایرینا بلیزنووا · یکاترینا ایلینا · مایا پترووا · تاتیانا اروخینا · ویکتوریا کالینینا | فرانسه (FRA) · لورا گلوزر · بلاندین دانست · کامی اگلون · الیسون پینو · لوریسا لاندر · گراس زادی · مری پروونسیه · آماندین لنو · مانون اوئت · سیرابا دمبله پاولوویچ · کلوئه بولو · بئاتریس ادویژ · استل انزه مینکو · اگنوسیان نیومبلا · الکساندرا لاکرابر | نروژ (NOR) · کری آلویک گریمسو · ماری مولید · املیلی هگ آرنتزن · ایدا الستاد · ورونیکا کریستیانسن · هایدی لاک · نورا مورک · استینه بردال اوفتدال · ماریت مالم فرافیورد · کاترین لونده · لین-کریستین ریگلهوت کورن · آماندا کورتوویک · کامیلا هرم · سانا سولبرگ-ایساکسن |